# Station Trois-Chênes
Station Trois-Chênes is een spoorwegstation in de Franse gemeente Belfort.
Het ligt op de lijn Paris-Est - Mulhouse-Ville. Het wordt bediend door de treinen van TER Bourgogne-Franche-Comté.